# 미토 예술관

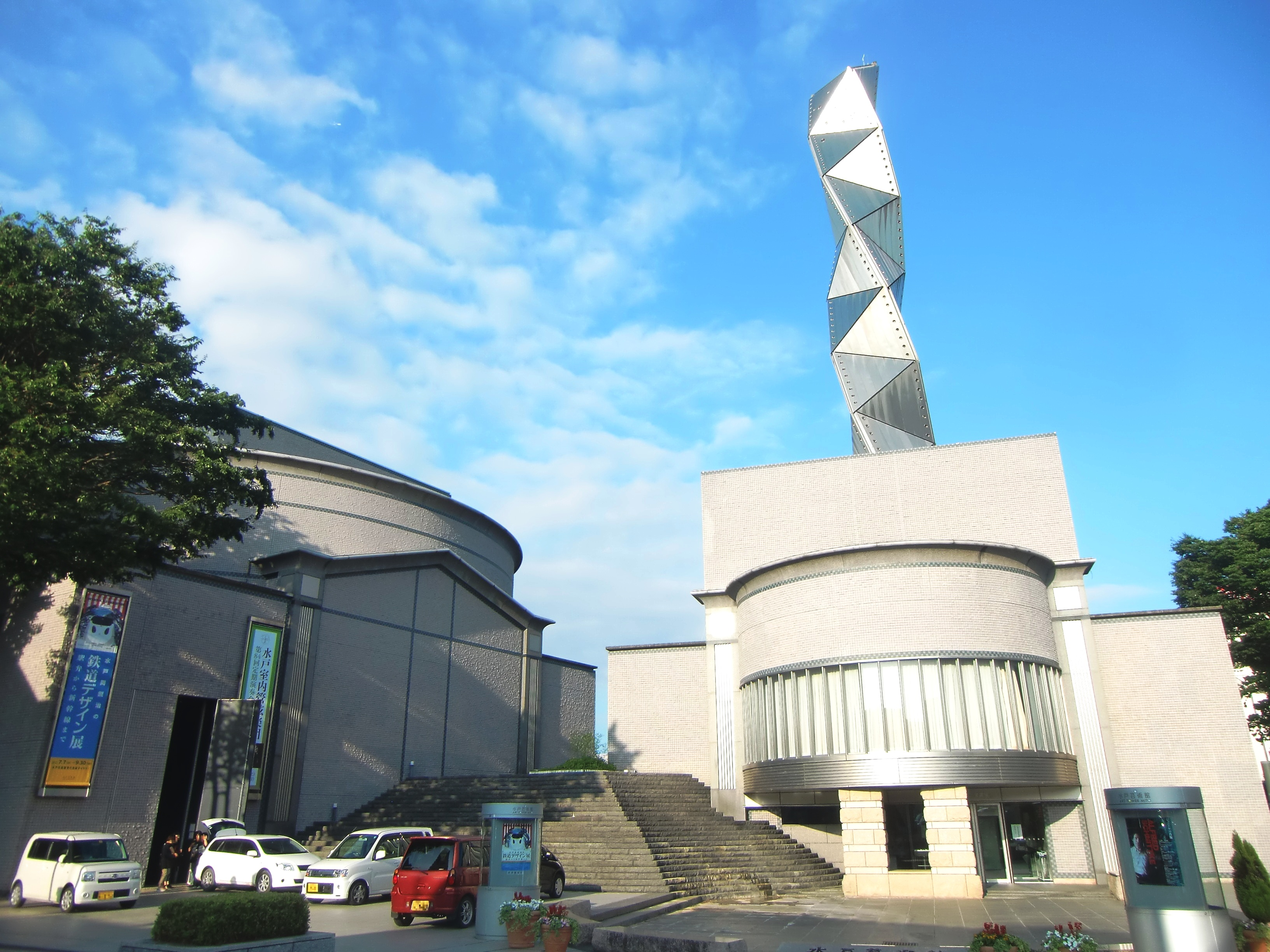
미토 예술관

미토 예술관(水戸芸術館 미토게이주쓰칸[*])은 일본 이바라키현 미토시에 있는 복합 예술 시설이다.  미술관, 콘서트홀, 극장으로 이루어져 있으며, 1990년 3월 22일 개관하였다. 설계는 건축가 이소자키 아라타가 했으며, 공익재단법인 미토시 예술진흥재단이 운영하고 있다.